# Shane Larkin
DeShane Davis « Shane » Larkin, né le 2 octobre 1992 à Cincinnati dans l'Ohio, est un joueur américano-turc de basket-ball évoluant au poste de meneur et mesurant 1,79 m.

## Biographie

### Carrière professionnelle

#### Mavericks de Dallas (2013-2014)
Le 27 juin 2013, Larkin est sélectionné par les Hawks d'Atlanta à la 18e place de la draft 2013 de la NBA. Le même soir, ses droits de draft sont transférés aux Mavericks de Dallas. Au cours de la Summer League, il se casse la cheville et doit s'écarter des parquets durant trois mois. Malgré la blessure, il signe son contrat rookie avec les Mavericks le 29 juillet. Le 18 novembre 2013, Larkin fait ses débuts en NBA, enregistrant 3 points, 3 passes décisives et 3 interceptions dans une victoire 97 à 94 contre les 76ers de Philadelphie. Le 17 janvier 2014, il bat son record de points avec 18 unités dans une victoire 110 à 107 contre les Suns de Phoenix. Le 23 avril, il fait ses débuts en playoffs NBA contre les Spurs de San Antonio dans le match 2 du premier tour de la Conférence Ouest. Au cours de sa première saison, il est envoyé plusieurs fois chez les Legends du Texas en D-League.

#### Knicks de New York (2014-2015)
Le 25 juin 2014, Larkin est transféré, avec Wayne Ellington, José Calderón, Samuel Dalembert et deux seconds tours de draft 2014, aux Knicks de New York en échange de Tyson Chandler et Raymond Felton. Le mois suivant, il participe à la NBA Summer League 2014 avec les Knicks.
Le 5 avril 2015, il marque 15 points et prend 11 rebonds (son record en carrière) dans la victoire 101 à 91 contre les 76ers de Philadelphie.

#### Nets de Brooklyn (2015-2016)
Le 9 juillet 2015, Larkin signe avec les Nets de Brooklyn. Le 28 octobre 2015, il fait ses débuts avec les Nets lors du match d'ouverture de la saison de son équipe contre les Bulls de Chicago, marque six points et distribue huit passes décisives en étant titulaire. Le 13 janvier 2016, il marque 17 points (son record de la saison) en étant remplaçant dans la victoire 110 à 104 contre son ancienne équipe des Knicks de New York. Le 1er février 2016, il marque huit points, distribue 14 passes décisives (son record en carrière) et prend six rebonds en étant remplaçant dans la défaite des siens 105 à 100 chez les Pistons de Détroit. Le 11 avril, il bat son record de points en carrière avec 20 unités en étant remplaçant dans la défaite de son équipe 120 à 111 chez les Wizards de Washington.

#### Baskonia (2016-2017)
Le 10 août 2016, Larkin signe un contrat d'un an en Espagne avec le Laboral Kutxa pour jouer en Euroligue et dans le championnat espagnol. En février 2017, il est nommé meilleur joueur du mois du championnat espagnol.
Le 28 juin 2017, Larkin refuse une proposition de contrat de Baskonia. Le 9 juillet 2017, Larkin signe un accord sur contrat avec le FC Barcelone. Le 14 juillet 2017, Baskonia égale l'offre barcelonaise et conserve Larkin dans son effectif. Six jours plus tard, Larkin trouve un accord avec les Celtics de Boston, refusant l'offre de 6,3 millions de dollars de Baskonia.

#### Celtics de Boston (2017-2018)
Le 31 juillet 2017, Larkin signe avec les Celtics de Boston. Le 11 avril 2018, lors du dernier match de la saison régulière 2017-2018, Larkin termîne la rencontre avec 12 points, 10 passes décisives et sept rebonds dans la victoire 110 à 97 contre les Nets de Brooklyn.

#### Anadolu Efes (depuis 2018)
En juillet 2018, Larkin rejoint le club turc de l'Anadolu Efes Spor Kulübü. Larkin réalise une excellente première saison : en Euroligue, il amène l'Anadolu Efes en final et lors du Final Four, il marque 59 points en deux matches, le plus grand total de points ce siècle. Lors du dernier match de la finale du championnat turc, Larkin marque 38 points et l'Anadolu Efes remporte le championnat. Larkin cherche à rejoindre la NBA à l'intersaison mais en juillet 2019, il signe un nouveau contrat d'une saison (avec une saison additionnelle en option) avec l'Anadolu Efes.
Le 29 novembre 2019 en match d'Euroligue contre le Bayern Munich, il marque 49 points et bat le précédent record du nombre de points marqués dans un match d'Euroligue (record de 41 points détenu conjointement par Alphonso Ford, Carlton Myers, Kaspars Kambala et Bobby Brown). Larkin égale aussi le nombre de paniers à trois-points marqués dans une rencontre d'Euroligue avec 10.
En décembre 2019, le président turc Recep Tayyip Erdoğan déclare qu'il souhaite naturaliser Larkin. Le 1er février 2020, Larkin annonce qu’il jouera sous les couleurs de l’équipe nationale de Turquie. Il reçoit la nationalité turque peu après.
En mars 2020, Larkin marque 40 points dans une rencontre contre l'Olympiakós et égale de nouveau le record du nombre de paniers à trois points marqués dans un match (le record est à 10 paniers). Il égale aussi le nombre de récompenses de MVP de la journée obtenues par un joueur pendant une saison avec 6.

## Palmarès
- Champion de Turquie : 2019, 2021
- Vainqueur de l'Euroligue 2020-2021 et 2021-2022 avec l'Anadolu Efes.
- Élu dans le deuxième meilleur cinq majeur (All-EuroLeague Second Team) de l'Euroligue 2020-2021
- Élu dans le cinq majeur (All-EuroLeague First Team) de l'Euroligue 2021-2022
- Vainqueur de la coupe de Turquie en 2022

## Records NBA
Les records personnels de Shane Larkin, officiellement recensés par la NBA sont les suivants :
| Type de statistique        | Saison régulière | Saison régulière          | Saison régulière | Playoffs | Playoffs               | Playoffs      |
| Type de statistique        | Record           | Adversaire                | Date             | Record   | Adversaire             | Date          |
| -------------------------- | ---------------- | ------------------------- | ---------------- | -------- | ---------------------- | ------------- |
| Points                     | 18               | @ Suns de Phoenix         | 17 janvier 2014  |          |                        |               |
| Paniers marqués            | 6                | @ Suns de Phoenix         | 17 janvier 2014  |          |                        |               |
| Paniers tentés             | 10               | 2 fois                    |                  | 2        | @ Spurs de San Antonio | 23 avril 2014 |
| Paniers à 3 points réussis | 2                | 4 fois                    |                  |          |                        |               |
| Paniers à 3 points tentés  | 4                | 3 fois                    |                  | 1        | @ Spurs de San Antonio | 23 avril 2014 |
| Lancers francs réussis     | 6                | Kings de Sacramento       | 27 décembre 2014 |          |                        |               |
| Lancers francs tentés      | 6                | Kings de Sacramento       | 27 décembre 2014 |          |                        |               |
| Rebonds offensifs          | 3                | Clippers de Los Angeles   | 3 janvier 2014   |          |                        |               |
| Rebonds défensifs          | 5                | 2 fois                    |                  | 1        | @ Spurs de San Antonio | 4 mai 2014    |
| Rebonds totaux             | 6                | Trail Blazers de Portland | 28 décembre 2014 | 1        | @ Spurs de San Antonio | 4 mai 2014    |
| Passes décisives           | 8                | Grizzlies de Memphis      | 5 janvier 2015   | 2        | @ Spurs de San Antonio | 4 mai 2014    |
| Interceptions              | 5                | 2 fois                    |                  |          |                        |               |
| Contres                    | 1                | 3 fois                    |                  |          |                        |               |
| Balles perdues             | 4                | 2 fois                    |                  | 1        | @ Spurs de San Antonio | 4 mai 2014    |
| Minutes jouées             | 38               | Jazz de l'Utah            | 14 novembre 2014 | 7        | @ Spurs de San Antonio | 4 mai 2014    |

- Double-double : aucun (au 14/01/2015)
- Triple-double : aucun.

## Vie privée
Il est le fils de Barry Larkin, ancienne vedette du baseball,.